# マキノ光雄
マキノ 光雄（マキノ みつお、明治42年（1909年）11月15日 - 昭和32年（1957年）12月9日）は、日本の映画プロデューサー。「日本映画の父」として知られる牧野省三の第六子（次男）であるが、母方の姓を継いだので本名は多田 光次郎（ただ みつじろう）である。子役時代の芸名は牧野 光次郎、別名として多田 満男、牧野 満男、マキノ 満男がある。父の没後のマキノ・プロダクション御室撮影所総務部長、日活京都撮影所製作部次長、同多摩川撮影所企画部長、満洲映画協会娯楽映画部長、東横映画撮影所長、東映東京撮影所長、同社専務取締役製作部長を歴任した。

## 来歴
1909年（明治42年）11月15日、京都市西陣に生まれる。多田姓は母方の姓である。子供の頃から父の映画に子役として「牧野光次郎」名義で出演、映画業界の息吹の中で成長する。1921年（大正10年）に同志社中学に入学するとラグビーに熱中する傍らキリスト教に入信。一方で、放蕩を尽くし中学卒業前日に退学させられる。1927年（昭和2年）に勉強の名目で東京へ出るが、都内の映画館にかかるマキノ・プロダクションの映画の歩合金を横取りして飲み遊ぶ。厳格だが愛情深い省三はこれを怒らず、京都に戻った光雄を御室撮影所に毎日連れていった。
1928年（昭和3年）の本宅の焼失、スターの大量退社に揺れるマキノプロで逆境に燃えた光雄の兄・弱冠20歳のマキノ正博は、山上伊太郎と時代劇の傑作『浪人街』を生むが、翌年の1929年（昭和4年）7月25日、省三が亡くなるとマキノプロの経営は困難になり1930年（昭和5年）に年末給料不払で争議が起こる。この後、光雄は正博の反対を押して支援者を募ろうと上京し、逆に散財する。結果、失敗するが正博はこれを叱らずに「光雄はいい勉強をした」としている。
正映マキノキネマで巻き返そうとした兄・正博は1932年（昭和7年）御室撮影所の焼失で全てを失い、マキノ一党を率いて日活に入社し、光雄は現代劇の製作に携わり、製作部次長となる。1934年（昭和9年）に多摩川撮影所（のちの角川大映撮影所）に移るが翌年、根岸寛一が同撮影所長となると企画部長として活躍。
1938年(昭和13年)に元宝塚の星玲子を主演女優として使ったことが縁で結婚したが、この年、森田佐吉が多摩川撮影所で根岸を排斥すると、根岸は職を辞し「満洲映画協会」（満映）の理事として大陸に渡る。森田のバックには京都の映画人脈が見え隠れしていた点から「根岸はん、もうあかんのや」とクールな顔も見せている。
しかし光雄も6月に満州に渡り、満映の製作部長として言葉の通じず自然条件も風習も違う異国で苦労を重ねる。李香蘭を満映入りさせるのにも一役買う。1943年（昭和18年）に東京支社詰めから松竹へ移り京都撮影所に拠る。
1946年（昭和21年）に根岸の誘いにより東急資本の東横映画（東映の前身）に参加するために松竹を退社。東横映画撮影所長に就任し、旧満映・元マキノのスタッフ等を結集し、製作の陣頭指揮をとる。1949年の『白虎』まで牧野満男の名を使っていたが、同年の『獄門島』よりマキノ光雄の名を使うようになる。
1951年（昭和26年）4月1日に大川博社長のもと東映が発足し、大川が最初に行ったのはマキノを東京本社に監禁したことだった。大川は東映京都撮影所がマキノの独立王国であることが、東映経営の最大のガンだった考えたからである。どんぶり勘定のカツドウ屋に製作の現場と俳優行政を握られていたのでは体質改善はできない。このため映画製作本部長としてマキノを東映本社に引き上げさせた。しかし現場から轟々とマキノ復帰の声が挙がった。「映画製作はソロバンでは割り切れないんや」と撮影所が全員一致してクーデターに立ち上がり、やむなく大川はマキノを東映京都撮影所長に戻した。このクーデターの急先鋒だったのが岡田茂で、この功績から岡田は弱冠26歳の製作課長として現場実務の一切を掌握することになった。またここからマキノ光雄～岡田茂～高岩淡という強力な京都人脈が形成されることになった。
製作の前線に立ったマキノは1952年（昭和27年）常務取締役製作本部長に就任。『ひめゆりの塔』（1953年）、『笛吹童子』（1954年）とヒットを飛ばし、また、東映の定番となる「娯楽時代劇量産」体制を確立、専務取締役となる。
1956年、父省三の悲願だった「豪華スター共演の『忠臣蔵』映画」を、正月映画『赤穂浪士 天の巻 地の巻』として製作。1957年（昭和32年）10月に病み、脳腫瘍と診断される。同年12月9日没。48歳だった。

## 人物・エピソード
戦時中、大陸慰問公演に出た嵐寛寿郎は満映を訪ねたが、ここには「最右翼」と呼ばれた甘粕正彦大尉の下に、元共産党関係の映画人が多数いて、アラカンは「満洲には白昼ユーレイが出よると、気味が悪くなった」という。「得体の知れない闇の部分があった」というこの満映に、マキノ光雄までがいたが、アラカンによると「これは共産党やおまへん、たんなる助平だ」ということで、「いざ、浩然の気を!」と掛け声をかけて「さあ、葉村屋（アラカン）はん、豪遊と行きましょうかと「遊んでばかりやった」という。「払いは甘粕理事長持ち」と言うマキノに、アラカンは気持ちが悪いと「ワテよしときますわ、あとで祟ると怖い」と断るのだが、マキノは「そらあべこべや、断った方が恐ろしい、心配せんと国の金を盛大に使うたらええんだ」と意に介さず、連日宴会を繰り広げた。「白系ロシアの女がいて、裸踊りのキャバレーで二次会」、根岸寛一も同様で、マキノは「夜の帝王」の異名をとって大モテだったという。アラカンは「浩然の気を使い過ぎて、満州で体を壊した。あの人が若死にした理由はそれやと思いま」とマキノについて語っている。
日活所長だった根岸寛一の片腕として働いた逸材で、戦後東横映画を創立したとき、はからずも稲垣浩がその第一回作『こころ月の如く』を監督し、マキノが所長だった。お互い苦難な道を歩みながらようやく第一回作が完成したというので、撮影所では慰労のパーティーが開かれた。このとき、酔っぱらったマキノ所長が撮影所の門前で、営々と立小便をし、驚く一同を尻目に「ここで立ち小便してしかられんのはワシだけじゃ、ああ、ええ気持じゃ」と言った。稲垣が走り寄ると、マキノは稲垣の肩をつかみ、「所長なンてしがないもンやが、これがでけるだけがせめてもの取得や」と涙を浮かべたという。
時代劇映画の題名はゲン担ぎが多く、「剣」の字を多用したり濁音にこだわったり、プロデューサーは題名の文字選びに苦労が多かった。生前稲垣に、「企画に困ることはないが、題名の字がなくなったのは困る」と語っている。
早死にしなければ「次期東映社長」といわれていた。中村錦之助、東千代之介、大川橋蔵、高倉健らの俳優を売り出す一方で、満州で苦労をした内田吐夢に『血槍富士』（1955年）を撮らせている。やる気をなくし麻雀ばかりしていた若き日の深作欣二らを怒ることもなく、みんなで集まりエロ話をして笑わせていたという。また、製作会議で起用しようとした映画監督（一説に今井正とされる）が思想的に「左翼であるから」と嫌う周囲を笑って、「右も左もあるかい。わいは大日本映画党じゃ」と言い放ったという。

## 関連事項
- ミカド商会 - 牧野教育映画製作所 - マキノ映画製作所 - 東亜キネマ - マキノ・プロダクション （牧野省三）
- マキノトーキー製作所 （マキノ正博）
- 日活
- 満洲映画協会 - 東横映画 - 東映
- 小泉吾郎